# 徐瑞华
徐瑞华（1967年—），男，中国肿瘤内科专家，中山大学肿瘤防治中心肿瘤内科主任、医院院长、研究所所长，教授、博士生导师，中国医学科学院学术咨询委员会学部委员。